# Bart Boonstra
Bart Boonstra (Purmerend, 24 augustus 1985) is een Nederlandse zanger en presentator.

## Loopbaan
In 2007 maakte Boonstra zijn opwachting als acteur in de soapserie Onderweg naar Morgen, hierin vertolkte hij de gastrol van Boris de Jong. Ook speelde hij bijrollen in verschillende televisieseries, zoals Goede tijden, slechte tijden. In 2009 rondde hij zijn studie Mediatechnologie af. In datzelfde jaar werd hij het gezicht van een reclamecampagne voor mobiele telefonie en eindigde hij als een van de finalisten in de talentenjacht Popstars van SBS6. In september 2010 werd Boonstra gevraagd om als V-reporter aan de slag te gaan bij het RTL 4-talentenjachtprogramma The voice of Holland. In januari 2011 tekende hij een tweejarig contract bij de televisiezender Net5, waar hij vanaf 13 februari dagelijks het programma Secret Story presenteerde. In 2012 nam Boonstra de presentatie van het nieuwe SBS6-programma Lekker Leuk Leven op zich. De afleveringen werden iedere zondag uitgezonden.
Vanaf 2013 was Boonstra te zien als een van de nieuwe presentatoren van Nickelodeon in de programma's Nick Battle (2013-2014) en Nick in de Box (elke zondagochtend om negen uur). In 2016 maakte hij een programma met BeautyNezz getiteld Joy & Bart achter de schermen.